# The Madcap Laughs
1970. január 3-án jelent meg Syd Barrett első szólóalbuma, a The Madcap Laughs, mely egy rövid szólókarrier kezdetét jelentette. Szerepel az 1001 lemez, amit hallanod kell, mielőtt meghalsz című könyvben.
Miután kiszállt a Pink Floydból, Barrett 1968 májusában Peter Jenner segítségével új dalok felvételébe kezdett. Bár a munka rövid ideig tartott és elkészült néhány nagyon jó próbafelvétel, Barrett majdnem egy teljes évig visszavonult, ezalatt nem is zenélt.
1969 áprilisában Malcolm Jones vette át az irányítást, Barrett pedig újabb dalokon kezdett dolgozni, és a régebbieket is újra felvette. Stúdiózenészeket is bevontak a munkába (a Soft Machine tagjait és Jerry Shirleyt, a Humble Pie dobosát), hogy a dalok még jobbak legyenek. Barrett gyakran nem is foglalkozott a munkával, ezért a producerek két új producert – Barrett régi barátait – kértek fel, hogy segítsenek.
1969 júliusában Roger Waters és David Gilmour épp a Pink Floyd Ummagumma című albumát fejezte be, amikor megkérték őket, hogy segítsenek Barrettnek befejezni az albumot.
A dalokat először Syd vette fel egy akusztikus gitárral, de a dallamot állandóan megváltoztatta, így a többi zenész elég nehezen tudta követni. Néhány hónapnyi munka után az album elkészült.
1969 novemberében az Octopus kislemezen is megjelent, majd 1970 januárjában az albumot is kiadták. A brit listákon a 40. lett és általánosan jó kritikákat kapott, bár több kritikus kifogásolta, hogy néhány dal teljesen „csupasz” volt, például a Dark Globe és a Feel. A legtöbb dalt ma is sokra becsülik, kivéve a Feel-t, a She Took a Long Cold Look-ot és az If It's in You-t; mindhárom eléggé csapongó, Barrett pedig szinte már visít éneklés helyett. (A Dark Globe-ban Barrett szintén ritmuson kívül gitározott és nem énekelt túl jól; az Opel című válogatáson szereplő változatot sokkal jobbnak tartják.)
A belső borítón látható meztelen nő Barrett akkori barátnője volt. Mindenki úgy ismerte, hogy Iggy, az eszkimó.

## Az album dalai
Minden dalt Syd Barrett írt, kivéve, ahol jelölve van.
1. Terrapin – 5:01
1. felvétel, 1969. április 11., rájátszások: május 4.
Producer: Malcolm Jones
2. No Good Trying – 3:21
3. felvétel, 1969. április 11., rájátszások: május 3-4.
Producer: Malcolm Jones
3. Love You – 2:24
4. felvétel, 1969. április 11., rájátszások: május 3.
Producer: Malcolm Jones
4. No Man's Land – 2:58
5. felvétel, 1969. április 17., rájátszások: május 4.
Producer: Malcolm Jones
5. Dark Globe – 2:02
1. felvétel, 1969. augusztus 5.
Producer: David Gilmour, Roger Waters
6. Here I Go – 3:21
5. felvétel, 1969. április 17.
Producer: Malcolm Jones
7. Octopus – 3:43
11. felvétel, 1969. június 12., rájátszások: június 13.
Producer: Syd Barrett, David Gilmour
8. Golden Hair (Syd Barrett – James Joyce) – 2:00
11. felvétel, 1969. június 12.
Producer: Syd Barrett, David Gilmour
9. Long Gone – 2:46
1. felvétel, 1969. július 26.
Producer: David Gilmour, Roger Waters
10. She Took a Long Cold Look – 1:54
5. felvétel, 1969. július 26.
Producer: David Gilmour, Roger Waters
11. Feel – 2:36
1. felvétel, 1969. július 26.
Producer: David Gilmour, Roger Waters
12. If It's in You – 1:57
5. felvétel, 1969. április 26.
Producer: David Gilmour, Roger Waters
13. Late Night – 3:12
2. felvétel, 1968. május 28., rájátszások: 1969. április 11.
Producer: Peter Jenner, Malcolm Jones (rájátszások)

- 1993-ban a The Madcap Laughs hat, addig kiadatlan dallal újra megjelent. Bővebben lásd a Crazy Diamond lapon.

## Közreműködők
- Syd Barrett – ének, gitár, producer
- David Gilmour – gitár, basszusgitár, producer
- Roger Waters- basszusgitár, producer
- Jerry Shirley – dob, ütőhangszerek
- Hugh Hopper – basszusgitár (2., 3.) (Soft Machine)
- Mike Ratledge – billentyűs hangszerek (2., 3.) (Soft Machine)
- Robert Wyatt – dob, ütőhangszerek (2., 3.) (Soft Machine)
- John Wilson – dob, ütőhangszerek
- Vic Seywell – kürt

### Produkció
- Tony Clark – hangmérnök
- Jeff Jarratt – hangmérnök
- Phil McDonald – hangmérnök
- Peter Mew – hangmérnök
- Mike Sheady – hangmérnök
- Hipgnosis – fényképek, borító
- Peter Jenner – producer
- Malcolm Jones – producer